# Novellino
Il Novellino è una raccolta di novelle toscane, risalente all'incirca all'ultimo ventennio del Duecento e conosciuta anche come libro di novelle e di bel parlar gentile, titolo del manoscritto più antico pervenutoci (m.s Firenze, BNCF, Panciatichi 32) o Le cento novelle antiche, titolo col quale fu pubblicata per la prima volta nel 1525 a Bologna da un amico di Pietro Bembo, Carlo Gualteruzzi.
«Del Novellino son due redazioni, l'una più vasta ch'è in un codice panciatichiano , l'altra più succinta, vale a dire le Cento novelle antiche che C. Gualteruzzi pubblicò a Bologna nel 1525. (...) Dante nella Vita Nova trova qui uno spazio incantato, dalle prospettive infantili, che avvicina senza misure i luoghi lontani e il vario grado delle distanze in una sola e lineare distesa, ove le persone appena sbozzate con un vivido segno son più grandi delle case e degli alberi, e le pecore più alte delle montagne in cui brucano: presso a poco come in certi dipinti ove tutta una città si accoglie nelle mani di un santo».

## Autore
Dell'autore (o degli autori) non si conosce l'identità; ignoto è anche il compilatore (di certo unico) di racconti/aneddoti in volgare di diversi autori. I pochi tratti che possono essere delineati sull'autore del Novellino si desumono dalla stessa opera, e rimangono molto generici: egli fu di origine fiorentina, forse un ghibellino, sicuramente laico.

## Contenuti
La raccolta originaria, denominata dagli studiosi "Ur-Novellino" e per la quale si veda lo studio di Alberto Conte citato in bibliografia, conteneva circa 85 moduli. La maggior parte delle novelle non è un'invenzione originale, ma è tratta da fonti latine antiche o medievali e dalla tradizione provenzale. Soltanto nella "redazione vulgata", che risale però al Cinquecento (quindi ben dopo il Decameron di Boccaccio), l'opera si compone di 100 novelle.
Vari sono i temi sviluppati: storie mitiche, incontri nobiliari, vicende amorose più o meno fortunate. I protagonisti delle novelle, invece, sono personaggi illustri dell'antichità (come Alessandro Magno, Traiano o Socrate), della Bibbia (Davide, Salomone), della mitologia classica e medievale (Ercole, Artù), del mondo islamico (Saladino) e, molto spesso, anche dell'Italia medievale (Federico II di Svevia, Carlo d'Angiò).

## Stile
La semplicità dello stile del Novellino, con la sua sintassi poco articolata e basata sulla coordinazione più che sulla subordinazione (i cui pochi casi sono limitati a relative e consecutive), non diminuisce il valore dell'opera, ma dà invece al testo una piacevole e viva immediatezza.
A contribuire all'efficacia del Novellino è anche la volontà dell'autore di non indulgere ad approfondimenti psicologici dei personaggi e a descrizioni particolareggiate dell'ambiente esterno. Nelle novelle appare un tema profano che tende a evidenziare la morale.

## Edizioni
- ‘Le ciento novelle antike' o ‘Libro di novelle e di bel parlar gentile’ detto anche ‘Novellino’, a cura di Letterio Di Francia, Torino, Utet, 1930
- Il novellino, a cura di Cesare Segre, in La prosa del Duecento, a cura di Cesare Segre e Mario Marti, Milano-Napoli, Ricciardi, 1959, pp. 793–881
- Il Novellino, a cura di Guido Favati, Genova, Bozzi, 1970
- Il Novellino, trad. in italiano moderno di Aldo Busi e Carmen Covito, Milano, BUR, 1992.
- Il novellino. Le cento novelle antiche, a cura di Silvio Pisani, Taranto, Editore Mandese, 1997
- Il novellino, a cura di Alberto Conte, presentazione di Cesare Segre,  Roma, Salerno Editrice, 2001
- Il novellino, a cura di Valeria Mouchet, Milano, Rizzoli, 2008